# Velká Bučina
Velká Bučina je vesnice a část města Velvary v okrese Kladno ve Středočeském kraji. Rozkládá se zhruba 1,5 kilometru jihovýchodně od Velvar, při úpatí rozlehlého návrší, které odděluje Velvary od Nelahozevsi a Kralup nad Vltavou. V roce 2011 zde trvale žilo 191 obyvatel.

## Historie
První písemná zmínka o vesnici pochází z roku 1357.
V obci Velká Bučina byly v roce 1932 evidovány tyto živnosti a obchody: dva hostince, kolář, kovář, krejčí, družstevní sběrna mléka, obuvník, pokrývač, tři obchody se smíšeným zbožím, Spořitelní a záložní spolek pro obec Velká Bučina a trafika.

## Obyvatelstvo
| Rok            | 1869 | 1880 | 1890 | 1900 | 1910 | 1921 | 1930 | 1950 | 1961 | 1970 | 1980 | 1991 | 2001 | 2011 | 2021 |
| -------------- | ---- | ---- | ---- | ---- | ---- | ---- | ---- | ---- | ---- | ---- | ---- | ---- | ---- | ---- | ---- |
| Počet obyvatel | 277  | 328  | 338  | 337  | 386  | 346  | 344  | 291  | 281  | 283  | 246  | 192  | 192  | 220  | 243  |
| Počet domů     | 52   | 58   | 59   | 59   | 63   | 69   | 75   | 86   | 86   | 85   | 78   | 88   | 91   | 98   | 107  |

## Obecní správa
Při sčítání lidu v letech 1850–1960 Velká Bučina byla samostatnou obcí, se kterým patřila nejprve do okresu Slaný, ale v letech 1921–1950 v okrese Kralupy nad Vltavou a od roku 1960 v okrese Kladno. Od 1. července 1960 je částí města Velvary v okrese Kladno. V letech 1850–1960 k obci patřila Malá Bučina.

## Hospodářství a doprava
Jihozápadně od vesnice stojí od sedmdesátých let 20. století silo firmy AgroZZN.[zdroj⁠?!] Severozápadně od vsi leží křižovatka silnice I/16 a silnice II/240. Souběžně se druhou z nich vede železniční trať Kralupy nad Vltavou – Velvary, na které se nachází zastávka Velká Bučina.

## Sport

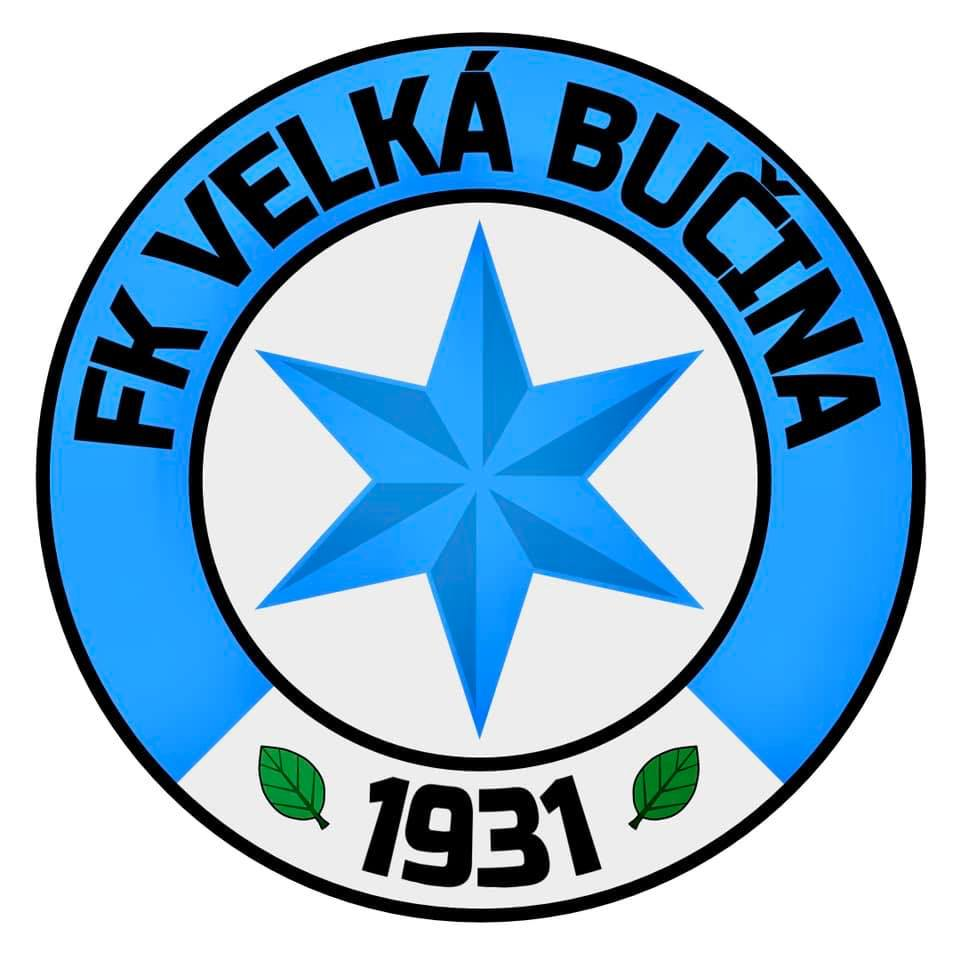
Logo FK Velká Bučina

V roce 1931 byl založen fotbalový oddíl SK Velká Bučina, který s přestávkami působil až do roku 1950. Bučinští hráli v světle modrých trikotech s bílým pruhem přes prsa, bílých trenýrkách a černých stulpnách. Nejlepší výsledky zaznamenala SK Velká Bučina v sezoně 1947/1948, kdy hrála o postup ze třetí do druhé třídy proti TJ Sazená. Zápas na domácím hřišti vyhrála Bučina (3:2), ale postupujícím mužstvem se nakonec stala Sazená. Ostatními soupeři SK Velká Bučina v tomto ročníku byly: Uhy, Hleďsebe, Spomyšl, Ledčice, Olovnice, Slatina, Neuměřice, Všestudy a Chvatěruby.
Po nuceném vstupu do Tělovýchovné jednoty Sokol v roce 1949 se klub musel přejmenovat na Sokol Velká Bučina. V roce 2009 byl založen fotbalový oddíl FK Velká Bučina, který hraje Pražskou Hanspaulskou ligu a hlásí se k minulosti SK.

## Pamětihodnosti
- Uprostřed vesnice stojí kaple z roku 1863. Na průčelí jsou osazeny pamětní desky padlým v první světové válce.
- Kaple svatých Cyrila a Metoděje pochází z roku 1863. Stavitel je neznámý. Kaple je obdélná stavbička s otevřenou zvoničkou ve štítě v průčelí. Na průčelí po stranách vchodu jsou osazeny dvě pamětní desky z roku 1928, na památku dvaceti místních občanů, kteří položili své životy v první světové válce. V roce 2008 byla kaple opravena.
- Na území Velké Bučiny se v minulosti našlo několik archeologických nálezů z doby bronzové, které jsou vystavené ve Velvarském muzeu.

## Osobnosti
Narodil se zde Horymír Sekera (1927–2015), hokejový hráč a poté i trenér hokejového klubu Pardubic. V Pardubicích hrál od roku 1956, nastoupil k 319 utkáním a nosil číslo 7. Po hokejové kariéře se v roce 1963 začal působit jako trenér dorostu. Pardubický dorost dovedl z krajského přeboru až k mistrovskému titulu. S Josefem Novákem dovedl tým k prvnímu triumfu v nejvyšší soutěži dospělých (1973). Potom prošel Karvinou a Litvínovem. Po návratu do Pardubic získal společně s Karlem Fraňkem další titul (1987). Vedl i reprezentační tým do šestnácti let.[zdroj⁠?!]